# Mountain Top
Mountain Top is een plaats (census-designated place) in de Amerikaanse staat Pennsylvania, en valt bestuurlijk gezien onder Luzerne County.

## Demografie
Bij de volkstelling in 2000 werd het aantal inwoners vastgesteld op 15.269.

## Geografie
Volgens het United States Census Bureau beslaat de plaats een oppervlakte van 178,8 km², waarvan 176,6 km² land en 2,2 km² water.

## Plaatsen in de nabije omgeving
De onderstaande figuur toont nabijgelegen plaatsen in een straal van 12 km rond Mountain Top.

## Bekende inwoners
- Darin Young, darter[2]